# Liste des stations du métro léger de Malaga
Pour un article plus général, voir Métro léger de Malaga.
Cet article dresse la liste des stations du métro léger de Malaga par ordre alphabétique, et par ligne.

## Par ordre alphabétique
| Nom                     | Année d'ouverture | Commune | District             | Ligne(s)                                                            | Correspondance(s) |
| ----------------------- | ----------------- | ------- | -------------------- | ------------------------------------------------------------------- | ----------------- |
| Andalucía Tech          | 2014              | Malaga  | Teatinos-Universidad | Ligne 1 du métro léger de Malaga                                    |                   |
| Atarazanas              | 2023              | Malaga  | Centre               | Ligne 1 du métro léger de Malaga                                    |                   |
| Barbarela               | 2014              | Malaga  | Cruz de Humilladero  | Ligne 1 du métro léger de Malaga                                    |                   |
| Carranque               | 2014              | Malaga  | Cruz de Humilladero  | Ligne 1 du métro léger de Malaga                                    |                   |
| Ciudad de la Justicia   | 2014              | Malaga  | Teatinos-Universidad | Ligne 1 du métro léger de Malaga                                    |                   |
| Clínico                 | 2014              | Malaga  | Teatinos-Universidad | Ligne 1 du métro léger de Malaga                                    |                   |
| El Cónsul               | 2014              | Malaga  | Teatinos-Universidad | Ligne 1 du métro léger de Malaga                                    |                   |
| El Perchel              | 2014              | Malaga  | Cruz de Humilladero  | Ligne 1 du métro léger de Malaga · Ligne 2 du métro léger de Malaga | Cercanías Malaga  |
| El Torcal               | 2014              | Malaga  | Carretera de Cádiz   | Ligne 2 du métro léger de Malaga                                    |                   |
| Guadalmedina            | 2023              | Malaga  | Centre               | Ligne 1 du métro léger de Malaga · Ligne 2 du métro léger de Malaga |                   |
| La Isla                 | 2014              | Malaga  | Carretera de Cádiz   | Ligne 2 du métro léger de Malaga                                    |                   |
| La Luz-La Paz           | 2014              | Malaga  | Carretera de Cádiz   | Ligne 2 du métro léger de Malaga                                    |                   |
| La Unión                | 2014              | Malaga  | Cruz de Humilladero  | Ligne 1 du métro léger de Malaga                                    |                   |
| Palacio de los Deportes | 2014              | Malaga  | Carretera de Cádiz   | Ligne 2 du métro léger de Malaga                                    |                   |
| Paraninfo               | 2014              | Malaga  | Teatinos-Universidad | Ligne 1 du métro léger de Malaga                                    |                   |
| Portada Alta            | 2014              | Malaga  | Cruz de Humilladero  | Ligne 1 du métro léger de Malaga                                    |                   |
| Princesa-Huelin         | 2014              | Malaga  | Carretera de Cádiz   | Ligne 2 du métro léger de Malaga                                    |                   |
| Puerta Blanca           | 2014              | Malaga  | Carretera de Cádiz   | Ligne 2 du métro léger de Malaga                                    |                   |
| Universidad             | 2014              | Malaga  | Teatinos-Universidad | Ligne 1 du métro léger de Malaga                                    |                   |

## Ligne 1
|  |   |  | Station               | Commune                       | Correspondances                                     |
|  | - |  | --------------------- | ----------------------------- | --------------------------------------------------- |
|  | ■ |  | Andalucía Tech        | Malaga (Teatinos-Universidad) |                                                     |
|  | o |  | Paraninfo             | Malaga (Teatinos-Universidad) |                                                     |
|  | o |  | El Cónsul             | Malaga (Teatinos-Universidad) |                                                     |
|  | o |  | Clínico               | Malaga (Teatinos-Universidad) |                                                     |
|  | o |  | Universidad           | Malaga (Teatinos-Universidad) |                                                     |
|  | o |  | Ciudad de la Justicia | Malaga (Teatinos-Universidad) |                                                     |
|  | o |  | Portada Alta          | Malaga (Cruz de Humilladero)  |                                                     |
|  | o |  | Carranque             | Malaga (Cruz de Humilladero)  |                                                     |
|  | o |  | Barbarela             | Malaga (Cruz de Humilladero)  |                                                     |
|  | o |  | La Unión              | Malaga (Cruz de Humilladero)  |                                                     |
|  | o |  | El Perchel            | Malaga (Cruz de Humilladero)  | Ligne 2 du métro léger de Malaga · Cercanías Malaga |
|  | o |  | Guadalmedina          | Malaga (Centre)               | Ligne 2 du métro léger de Malaga                    |
|  | ■ |  | Atarazanas            | Malaga (Centre)               |                                                     |

## Ligne 2
|  |   |  | Station                 | Commune                      | Correspondances                                     |
|  | - |  | ----------------------- | ---------------------------- | --------------------------------------------------- |
|  | ■ |  | Palacio de los Deportes | Malaga (Carretera de Cádiz)  |                                                     |
|  | o |  | Puerta Blanca           | Malaga (Carretera de Cádiz)  |                                                     |
|  | o |  | La Luz-La Paz           | Malaga (Carretera de Cádiz)  |                                                     |
|  | o |  | El Torcal               | Malaga (Carretera de Cádiz)  |                                                     |
|  | o |  | Princesa-Huelin         | Malaga (Carretera de Cádiz)  |                                                     |
|  | o |  | La Isla                 | Malaga (Carretera de Cádiz)  |                                                     |
|  | o |  | El Perchel              | Malaga (Cruz de Humilladero) | Ligne 1 du métro léger de Malaga · Cercanías Malaga |
|  | ■ |  | Guadalmedina            | Malaga (Centro)              | Ligne 1 du métro léger de Malaga                    |